# Mean Creek
Mean Creek är en film från 2004.

## Handling
Historien utspelar sig i ett litet samhälle i Oregon, där den unge tonåringen Sam Merric har blivit påhoppad en gång för mycket av mobbaren George Tooney. Sam berättar om händelsen för sin äldre bror Rocky som tillsammans med sina vänner planerar att hämnas.
De bjuder med sig George på en paddlingstur för att utföra sin plan, men under dagen ändras gängets bild av honom. 

## Om filmen
Mean Creek regisserades av Jacob Aaron Estes och är löst baserad på en verklig händelse. 
Ett av historiens grundteman är var gränsen går mellan en människas beteende och sitt rätta jag. Flera av karaktärerna börjar med en tydlig egenskap som definierar dem, men under berättelsens gång får publiken reda på bakgrunden kring deras respektive karaktärsdrag.

## Rollista (urval)
- Rory Culkin - Sam Merric
- Ryan Kelley - Clyde
- Scott Mechlowicz - Marty
- Trevor Morgan - Rocky Merric
- Josh Peck - George Tooney
- Carly Schroeder - Millie
- Branden Williams - Kile Blank